# Stuart Rice
Pour les personnes ayant le même patronyme, voir Rice.
Stuart Alan Rice, né le 6 janvier 1932 à New York et mort le 22 décembre 2024 à Chicago, est un chimiste théoricien et physico-chimiste américain.
Professeur émérite, il est titulaire de la chaire « Frank P. Hixon Distinguished Service » à l'université de Chicago. Il a notamment reçu la National Medal of Science.

## Formation et carrière
Stuart Rice a passé un bachelor en 1952 au Brooklyn College de l'université de la Ville de New York, puis a obtenu un master et un doctorat de l'université Harvard en 1955. Il obtint un poste de Junior Fellow puis, deux ans plus tard, il rejoignit l'université de Chicago en 1957 dans laquelle il exerce et a passé toute sa carrière.
Le professeur Rice a été de 1961 à 1967 directeur de l'institut James Franck, le centre d'étude de la chimie physique et de la physique de la matière condensée de l'université de Chicago. Puis il fut directeur du département de chimie de 1971 à 1976 et doyen de la division des sciences physiques de 1981 à 1995.
En plus de son travail à l'université de Chicago, il fait également partie du conseil d'administration de l'université de Tel-Aviv. Il fut également éditeur dans les journaux Chemical Physics Letters et Advances in Chemical Physics. Il est également coauteur, avec Stephen Berry et John Ross, de nombreux ouvrages de chimie physique.
Il a pris sa retraite de l'enseignement, mais poursuit depuis ses travaux de recherche dans le laboratoire qu'il dirige.

## Impact scientifique
Au cours de sa longue carrière, Stuart Rice a pris part à de nombreux débats sur la chimie physique théorique. Et il a reçu la National Medal of Science, « pour avoir changé la nature de la chimie physique moderne au travers de ses recherches, de son enseignement et de ses ouvrages, en utilisant une approche imaginative de l'expérience et de la théorie qui a inspiré une nouvelle génération de scientifiques ».
Il a également dirigé plus d'une centaine de thèses en chimie physique et a eu de ce fait une grande influence sur ce domaine de la chimie.

## Distinctions et récompenses
Stuart Rice a reçu en 1999 la National Medal of Science, la plus prestigieuse distinction scientifique des États-Unis. Il est membre de la National Academy of Sciences et de l'American Academy of Arts and Sciences.
- 1963 : ACS Award in pure chemistry
- 2011 : prix Wolf